# Angelica czernaevia
Angelica czernaevia, biljka iz porodice Apiaceae ili štitarki, nekada smatrana jednim predstavnikom roda Czernaevia, raširena po Ruskom dalekom istoku (Amur i Primorje), Sibiru, istočnoj Aziji (Koreja), i Kini (Hebei, Heilongjiang, Jilin, Liaoning).
Naraste 60 - 120 centimetara visine. 

## Otrovnost
Kao otrovna biljka, Angelica czernaevia ne smije se jesti niti konzumirati na bilo koji način. Treba se držati izvan dohvata djece, kućnih ljubimaca (kao što su psi ili mačke) i bilo čega drugog što bi slučajno moglo pojesti biljku.

## Sinonimi
- Angelica czernaevia var. flaccida (Kom.) Pimenov
- Angelica flaccida Kom.
- Angelica gracilis Franch.
- Conioselinum czernaevia Fisch. & C.A.Mey.
- Czernaevia conioselinum Turcz.
- Czernaevia laevigata Turcz.
- Czernaevia laevigata var. exalatocarpa Y.C.Chu
- Czernaevia laevigata f. latipinna Y.C.Chu

## Vanjske poveznice
- Slike